# 范敬先
范敬先，字思祖，江西新建人。明朝初年政治人物。
洪武二十年（1387年），中二甲第十二名进士，授御史，因指责政策得失，言辞激烈，触怒明太祖，判磔刑。因上诗得释，改任赵府长史。因贫而亡。